# پانتنبورگ
پانتنبورگ (به آلمانی: Pantenburg) یک شهر در آلمان است که در برنکاستل-ویتلیش واقع شده‌است. پانتنبورگ ۲۵۶ نفر جمعیت دارد.